# I Can't Live with You
"I Can't Live with You" (em português: "Eu não posso viver com você") é uma canção da banda britânica de rock Queen. Foi lançado como um single promocional do álbum Innuendo, de 1991. O single foi lançado pela Hollywood Records nos Estados Unidos, chegando a vigésima oitava posição nas paradas do país supracitado.
A canção foi escrita por Brian May, mas creditada a todos os quatro membros da banda. Foi escrito originalmente para o álbum Back to the Light, mas pelo fato dos demais músicos do Queen gostarem da faixa, esta foi cedida para a gravação. David Richards participou da gravação instrumental.
Para este single promocional, o produtor musical norte-americano Brian Malouf remixou a faixa a partir de sua versão original. Os demais integrantes do Queen também retrabalharam a música em 1997, lançando a nova versão na coletânea Queen Rocks.

## Faixas
1. "I Can't Live With You (Malouf Mix)"
2. "I Can't Live With You (Malouf Mix Edit)"

## Desempenho nas paradas
| Parada (1991)                        | Melhor posição |
| ------------------------------------ | -------------- |
| U.S. Billboard Mainstream Rock Chart | 28             |

## Ficha técnica
- Freddie Mercury - vocais
- Brian May - guitarra, vocais de apoio, teclado e programação
- Roger Taylor - bateria, vocais de apoio
- John Deacon - baixo